# المضابي (القفر)

تعديل مصدري - تعديل

المضابي هي إحدى قرى عزلة بني ساوي بمديرية القفر التابعة لمحافظة إب، بلغ تعداد سكانها 292 نسمة حسب تعداد اليمن لعام 2004.